# Galianthe longisepala
Galianthe longisepala är en måreväxtart som beskrevs av Elsa Leonor Cabral. Galianthe longisepala ingår i släktet Galianthe och familjen måreväxter. Inga underarter finns listade i Catalogue of Life.